# Toma (provinshuvudstad)
Toma är en provinshuvudstad i Burkina Faso.   Den ligger i provinsen Province du Nayala och regionen Boucle du Mouhoun, i den centrala delen av landet, 150 km väster om huvudstaden Ouagadougou. Toma ligger 287 meter över havet och antalet invånare är 12 401.
Terrängen runt Toma är mycket platt. Toma är det största samhället i trakten.
Omgivningarna runt Toma är en mosaik av jordbruksmark och naturlig växtlighet. Runt Toma är det ganska tätbefolkat, med 72 invånare per kvadratkilometer.